# Grand Baie
Grand Baie är en ort i Mauritius.   Den ligger i distriktet Rivière du Rempart, i den nordvästra delen av landet, 18 km nordost om huvudstaden Port Louis. Grand Baie ligger 10 meter över havet och antalet invånare är 11 512. Den ligger på ön Mauritius.
Terrängen runt Grand Baie är platt. Havet är nära Grand Baie åt nordväst. Runt Grand Baie är det tätbefolkat, med 913 invånare per kvadratkilometer. Närmaste större samhälle är Port Louis, 18,1 km sydväst om Grand Baie. Omgivningarna runt Grand Baie är en mosaik av jordbruksmark och naturlig växtlighet.